# Péter Tibolya
Péter Tibolya (18 aprile 1985) è un pentatleta ungherese.

## Palmarès
In carriera ha conseguito i seguenti risultati:
- Mondiali:

Budapest 2008: bronzo nel pentathlon moderno staffetta a squadre.
Londra 2009: oro nel pentathlon moderno a squadre.
- Europei

Mosca 2008: argento nella gara a squadre, bronzo nella staffetta.
Lipsia 2009: argento nella staffetta.
Székesfehérvár 2014: oro nella gara a squadre.